# Biserica de lemn din Lelești-Ursăței

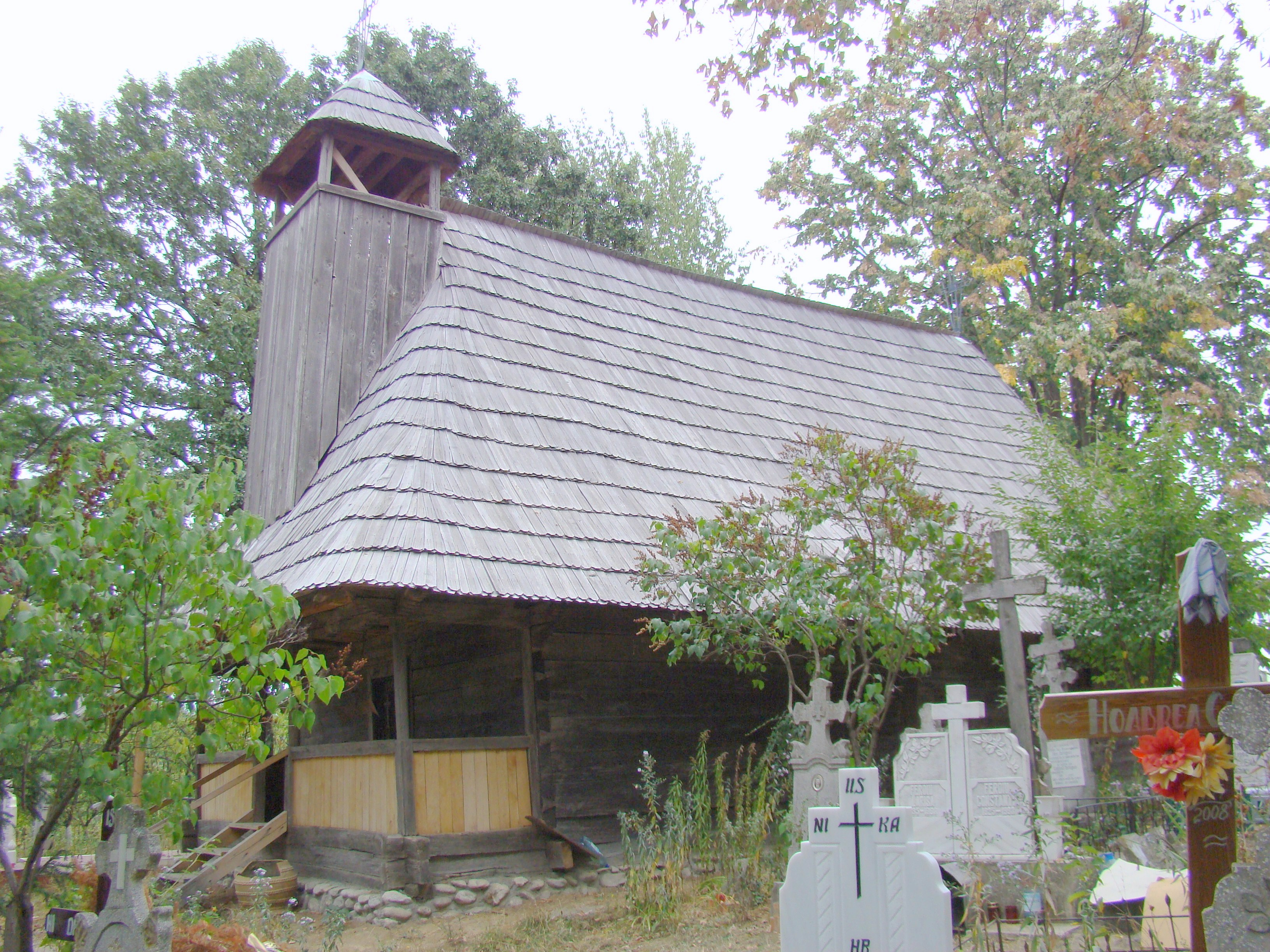
Biserica de lemn „Sfântul Ioan Zlataost” (Ioan Gură de Aur), sat Leleşti, cătun Ursăţei, comuna Leleşti, județul Gorj, foto: septembrie 2009.

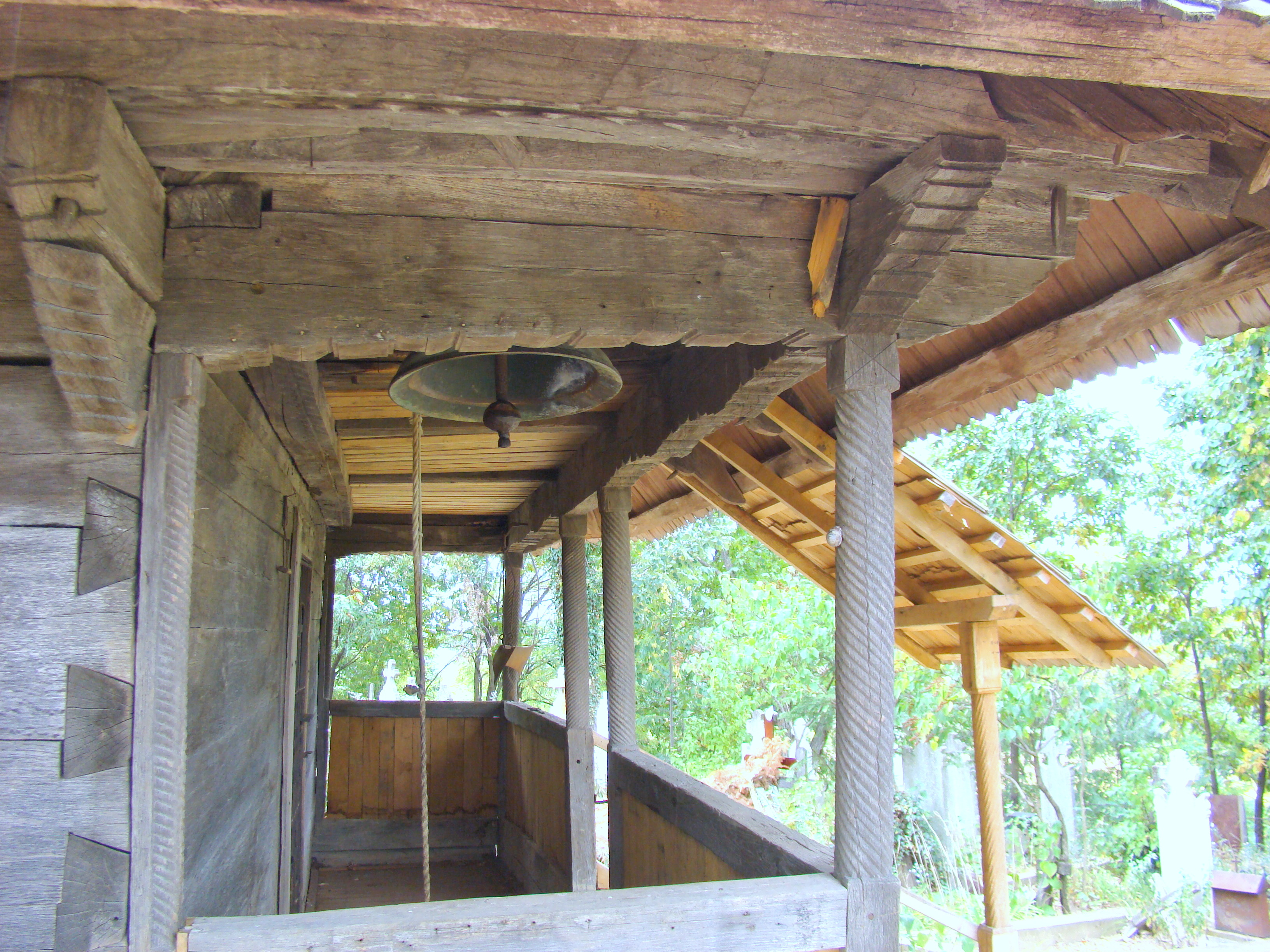
Prispa (vedere din lateral)

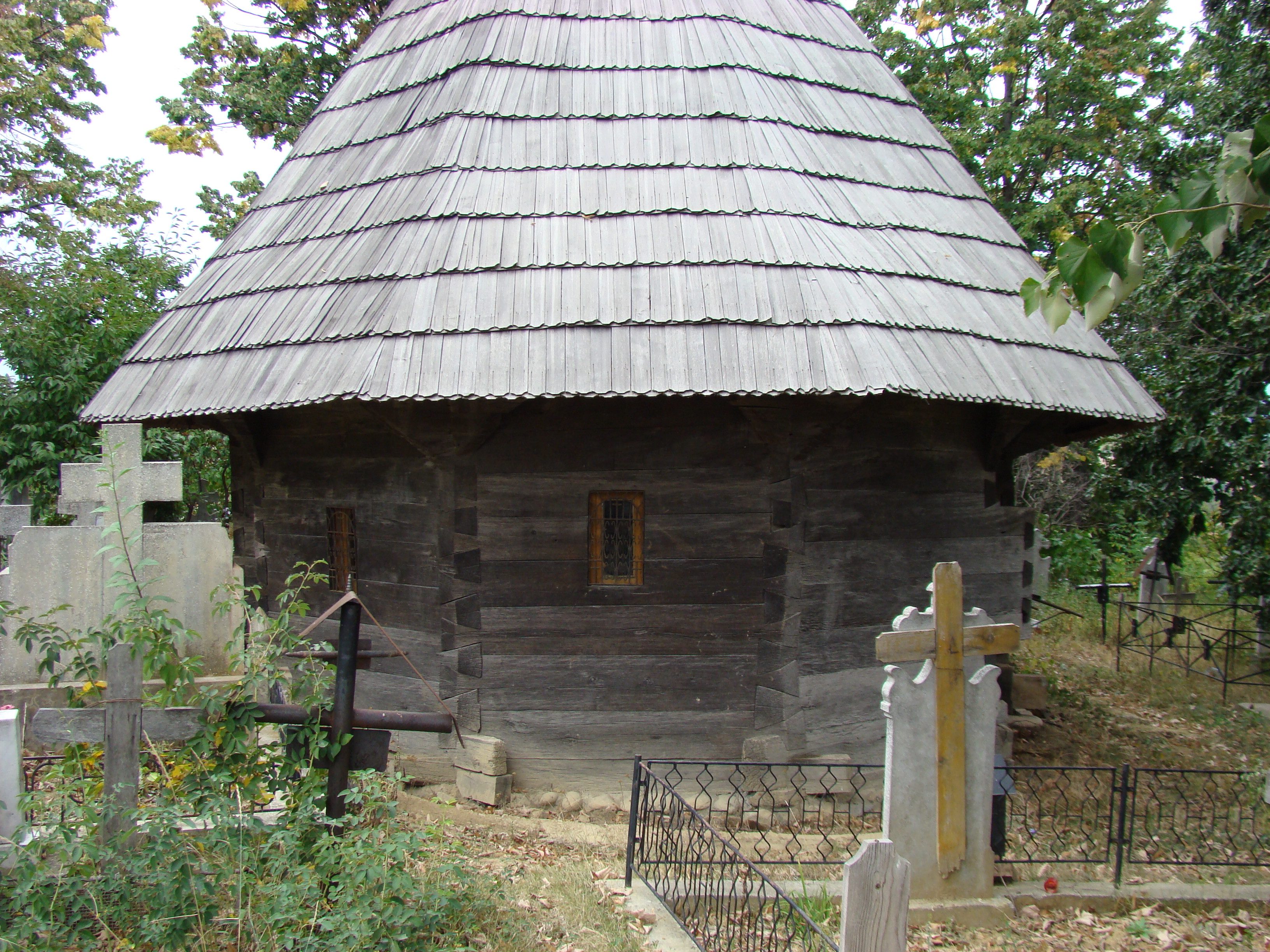
Absida altarului

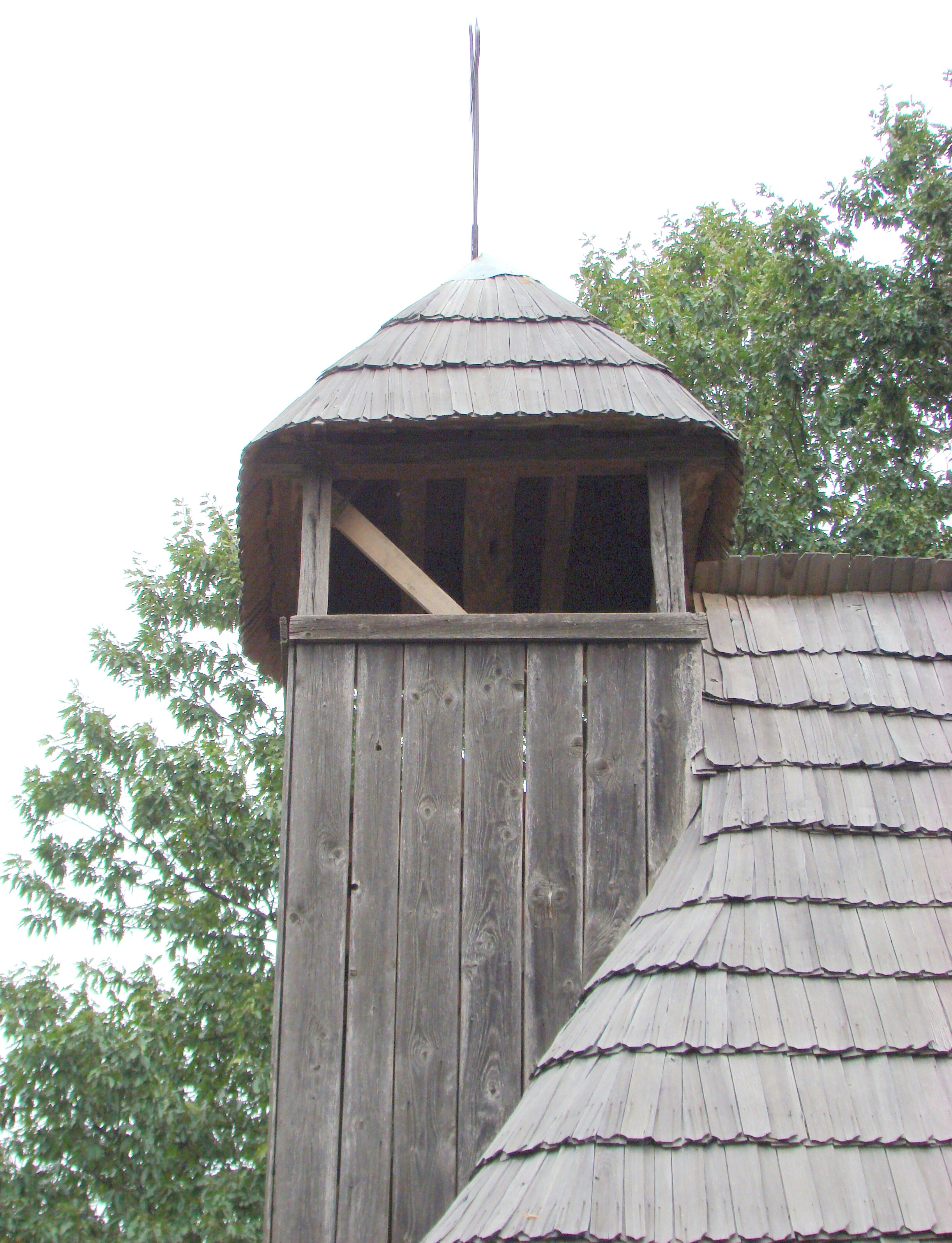
Clopotnița (vedere din lateral)

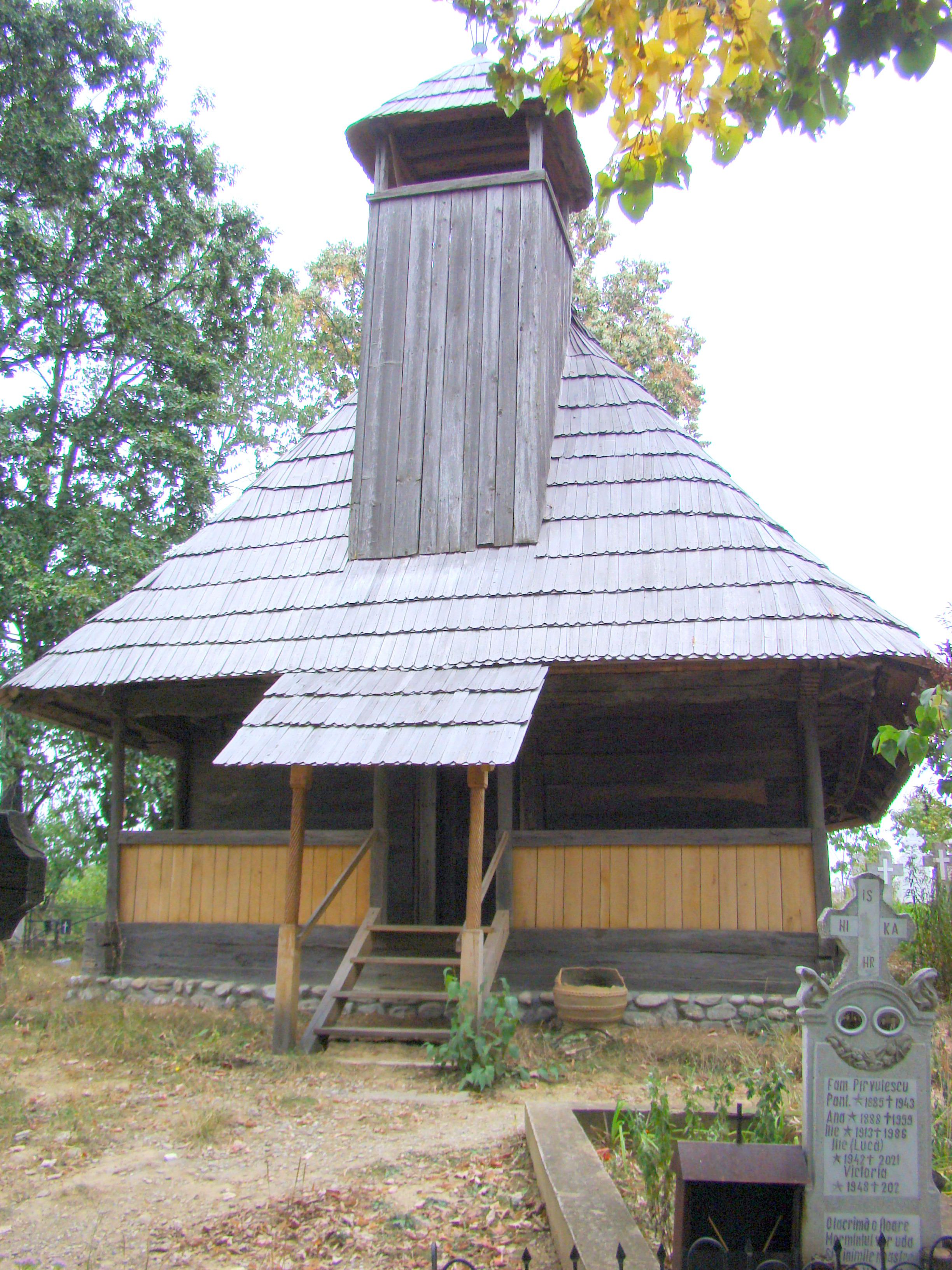
Biserica (vest)

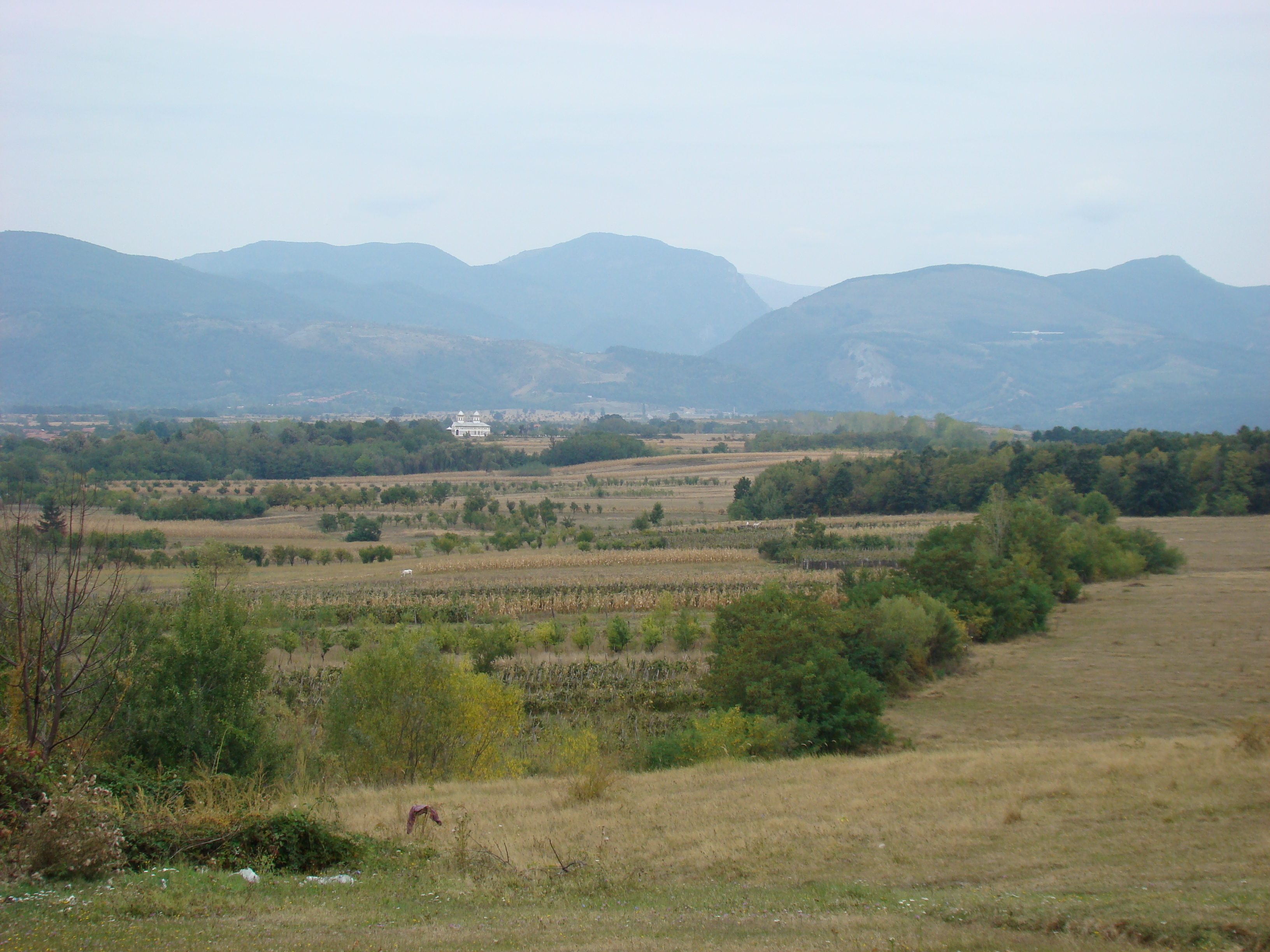
Împrejurimi

Biserica de lemn „Sfântul Ioan Zlataost” (Ioan Gură de Aur) din satul Lelești, cătunul Ursăței (comuna Lelești, județul Gorj), a fost construită în 1791. Biserica se află pe noua listă a monumentelor istorice sub codul LMI:  GJ-II-m-B-09320.

## Istoric și trăsături
Biserica, construită din bârne de stejar, are ca moment al ridicării anul 1791, ctitorii fiind Pârvu Cucu, Nicolae și Pătru Dorlete, Ștefan și Preda Răgioiu, Staicu Crivăț. Pomelnicul, înșiruit pe nouă coloane, cu foarte multe nume, pe panoul din proscomidie, se referă la ctitorii importantelor renovări de la mijlocul veacului XIX. 
Temelia bisericii este pe pământ, doar la pronaos și prispă intervenind câteva pietre mari de râu.
Pereții, de mici dimensiuni, înscriu o navă dreptunghiulară și un altar retras, poligonal, cu cinci laturi.
Prispa, de pe latura de vest, are fruntarii cu crestături în acolade, stâlpi cu fusul în torsadă, stenapi cu profil în frânghie.
Acoperișul este învelit în șiță, în timp ce elevația interiorului cuprinde o boltă în leagăn peste navă și intersecția de fâșii curbe peste altar.
În pomelnicele de la 1843 este consemnat și numele zugravului Dumitru erei, dar în afară de pictura chivotului nu s-a mai păstrat nimic din activitatea acestuia. Icoanele, Maria cu Pruncul și Sfântul Nicolae, realizate în anul 1879, și probabil și repictarea tâmplei, sunt opera zugravului Ion Opriș din Transilvania.
Biserica din Ursăței este folosită în prezent drept capelă de cimitir. Tot unui șantier de renovare îi aparține și clopotnița de peste prispă și adăpostul pentru scară (polată de prelungire, peste doi stâlpi).

## Imagini din exterior

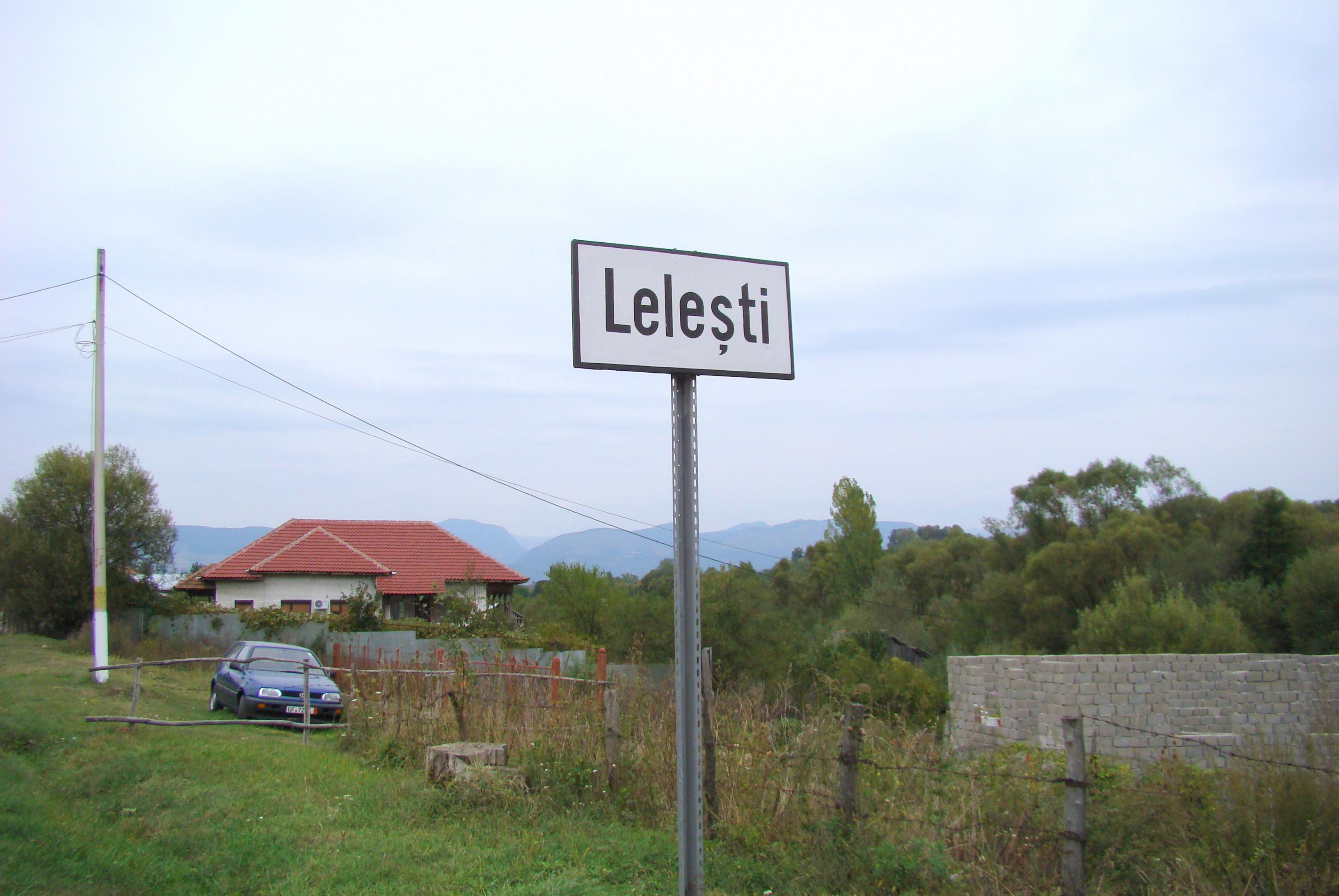
Intrarea în localitate
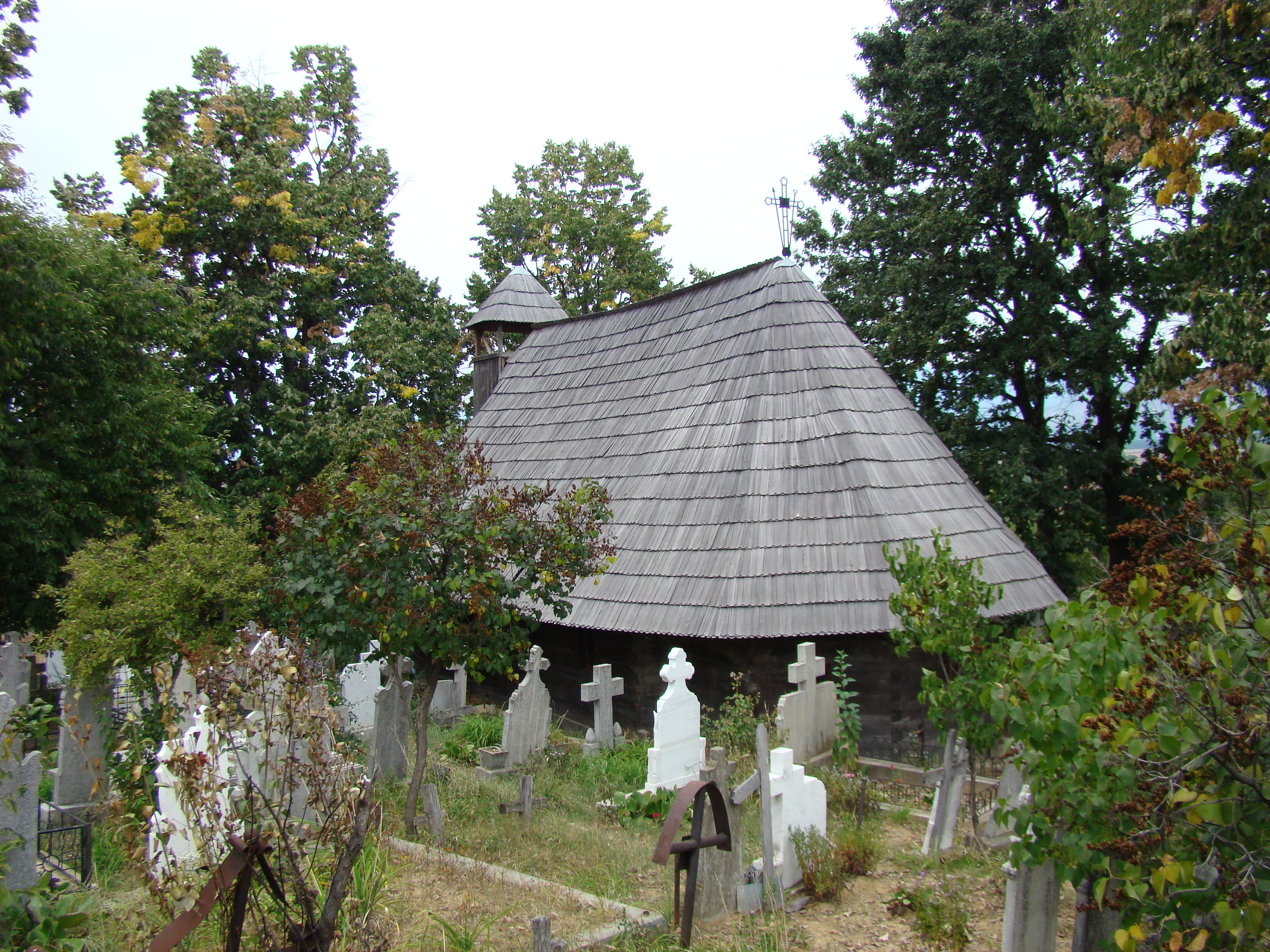
Biserica (sud-est)
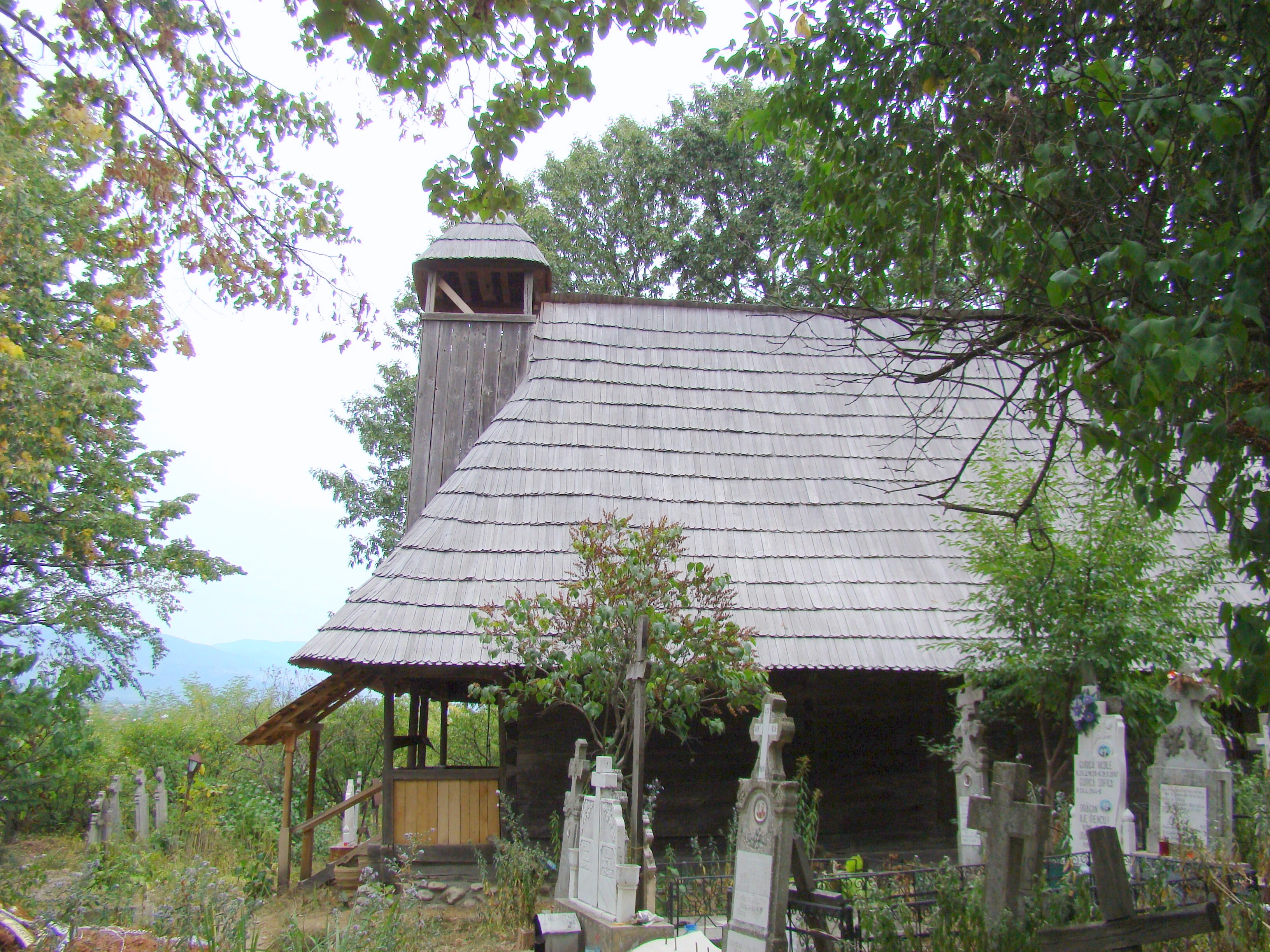
Biserica (sud)
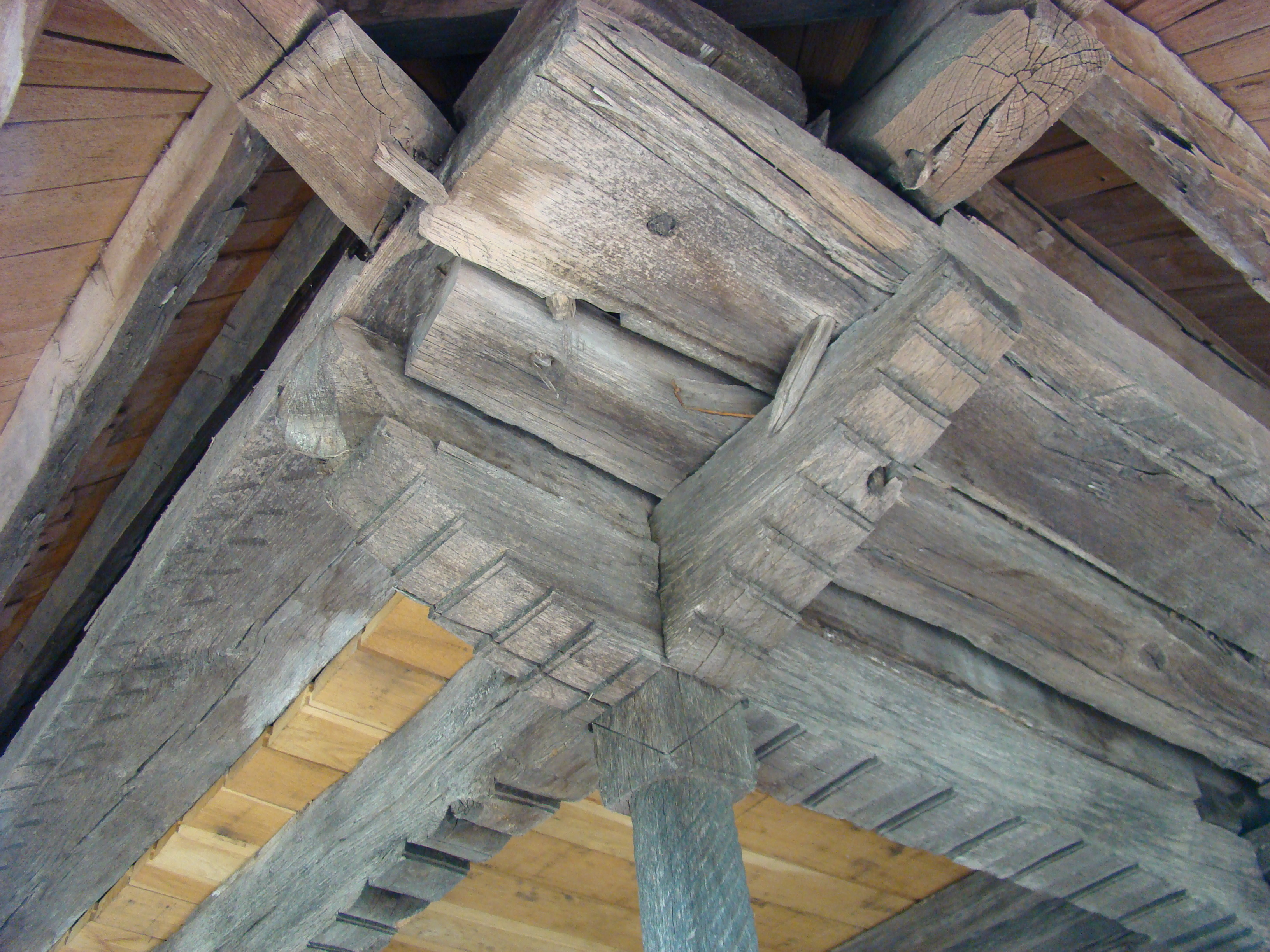
Stâlp şi console la pridvor
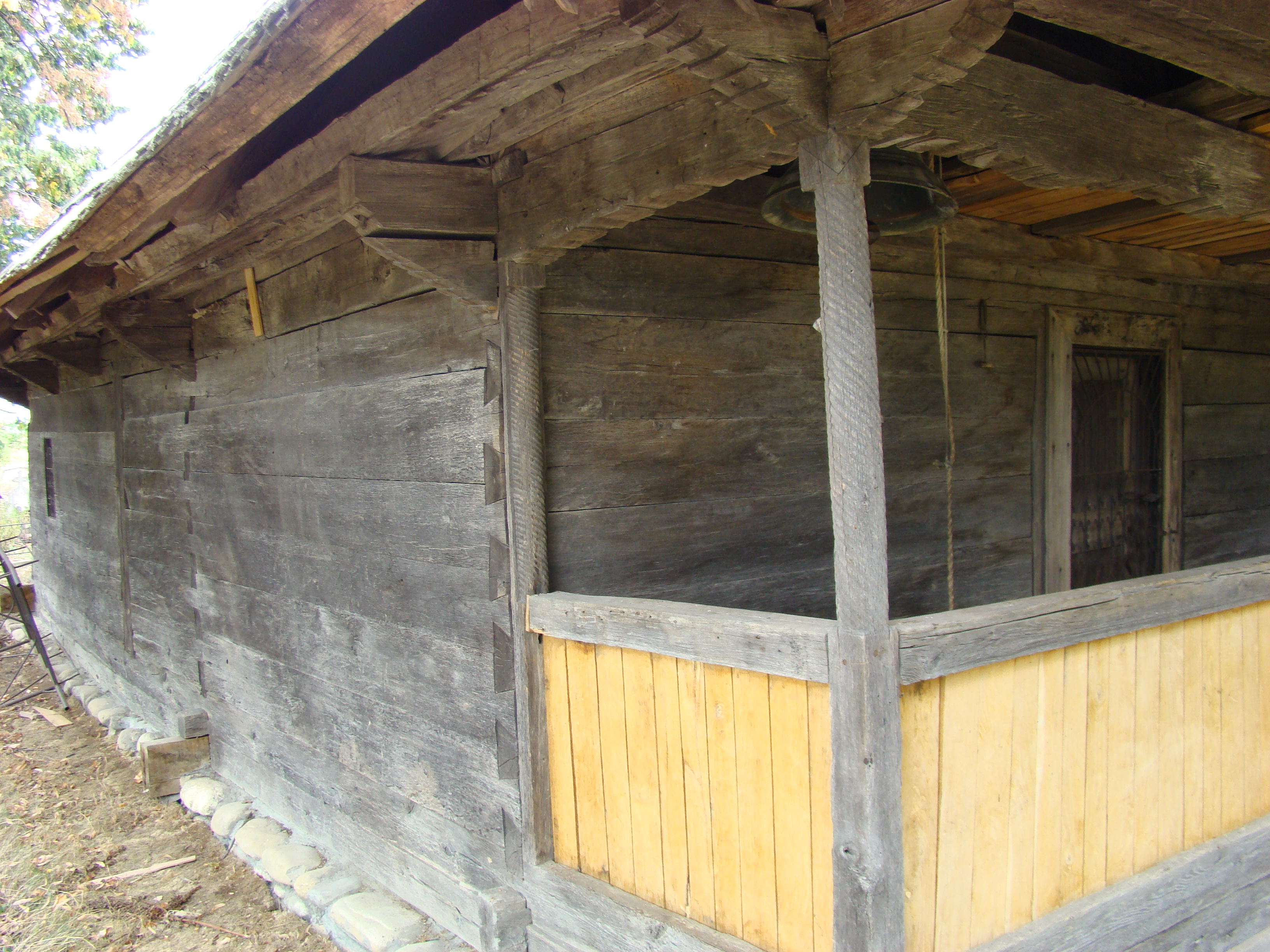
Latura de nord
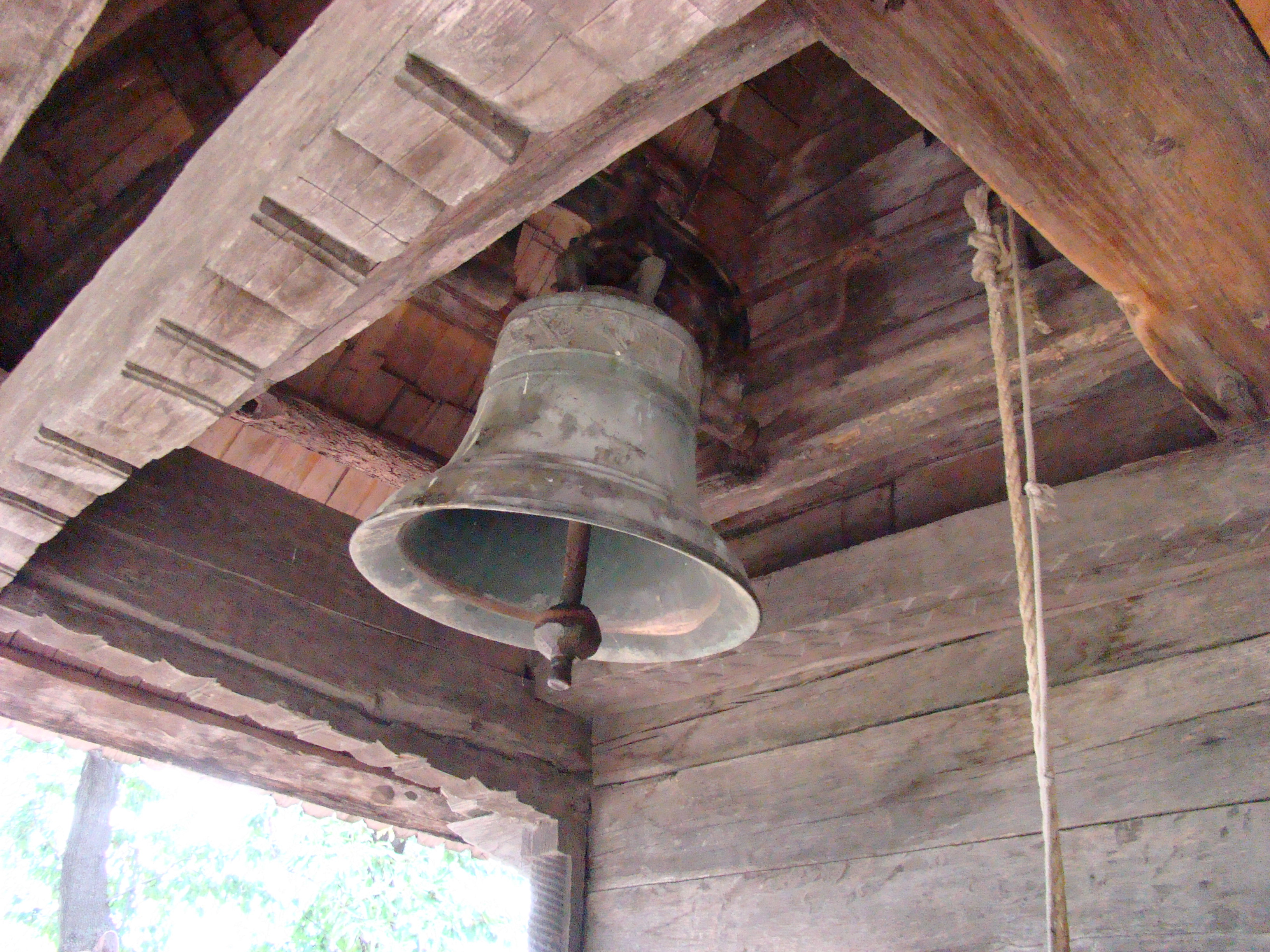
Clopotul
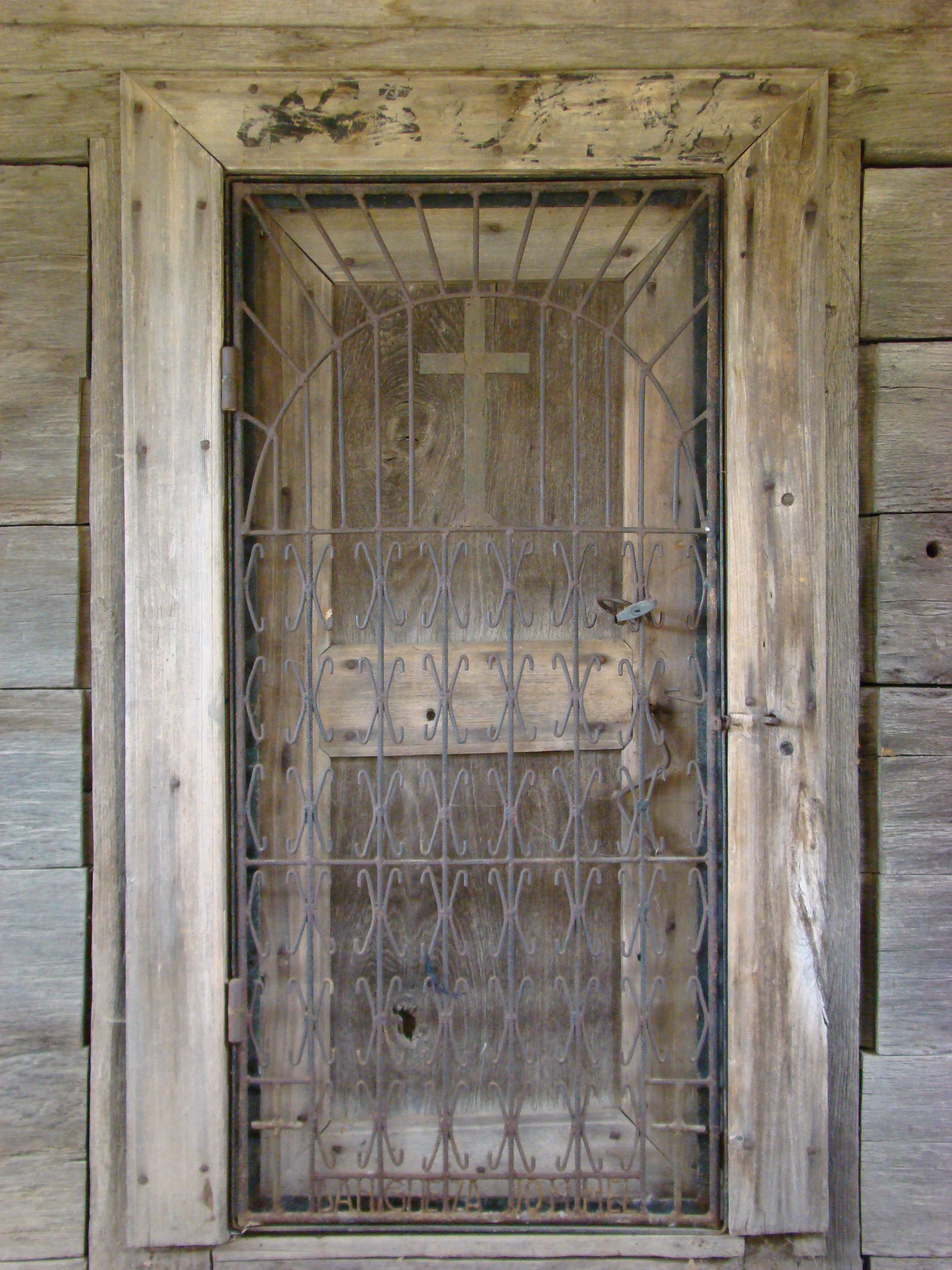
Cadrul intrării
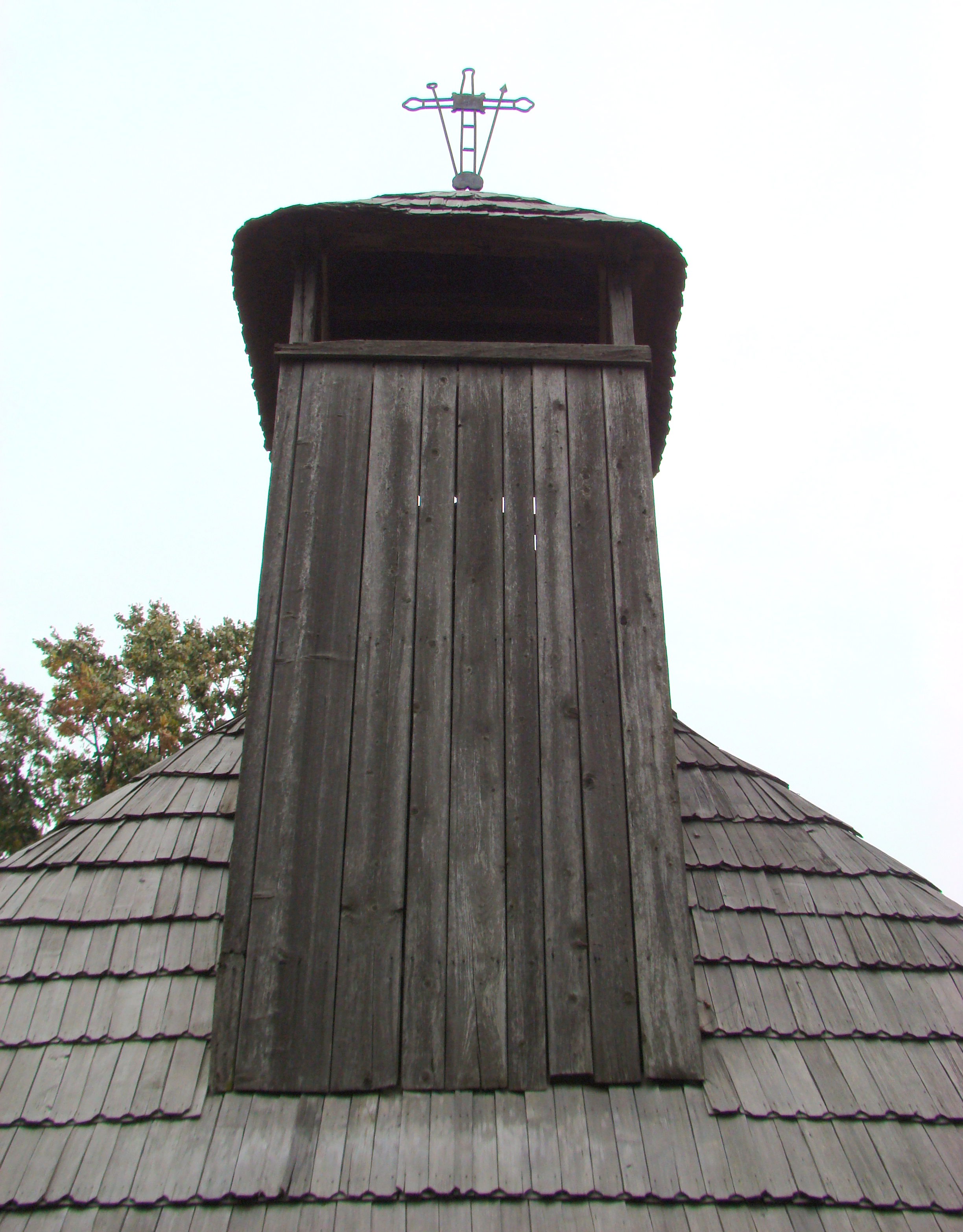
Clopotnița
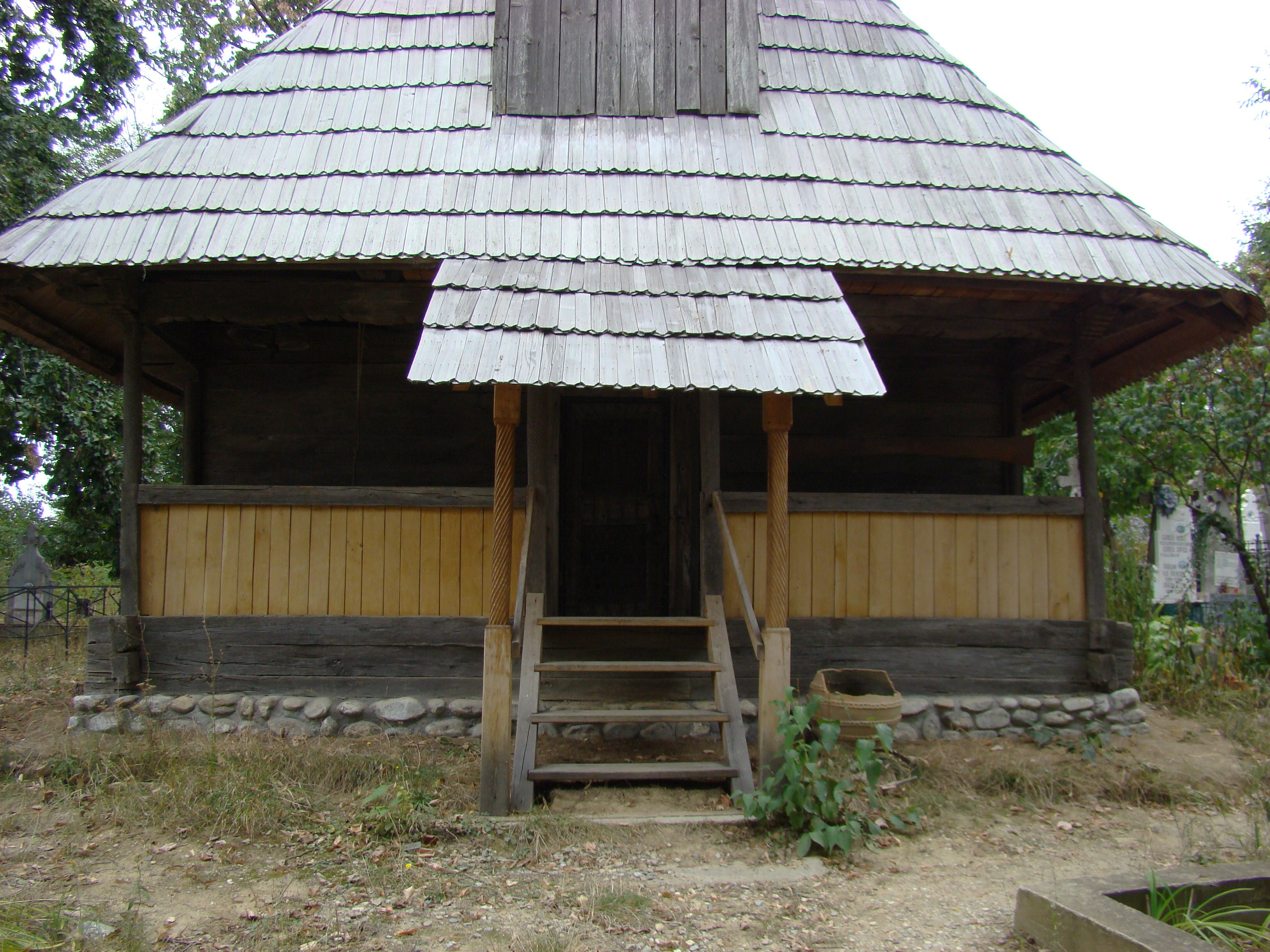
Prispa
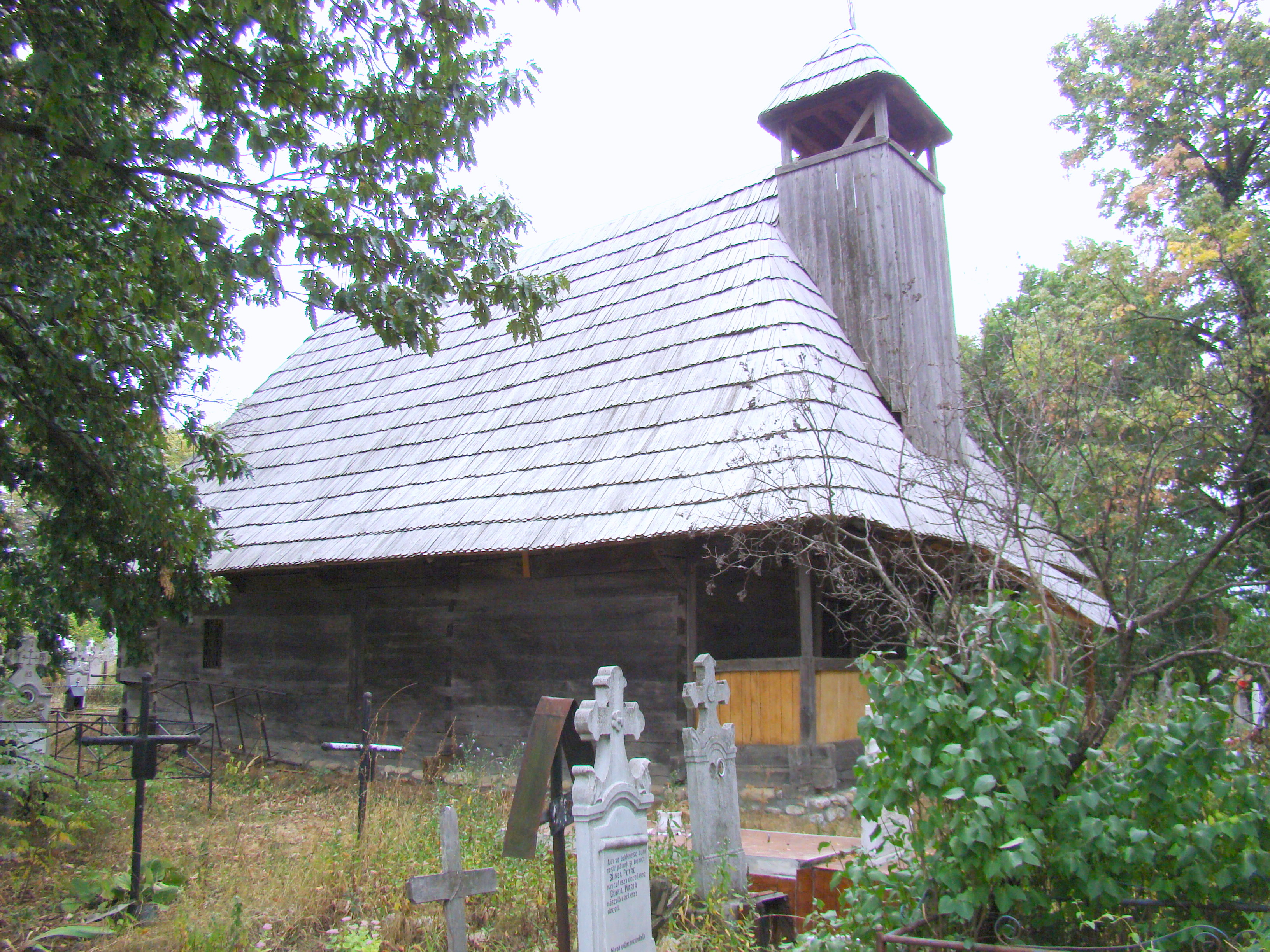
Biserica (nord-vest)
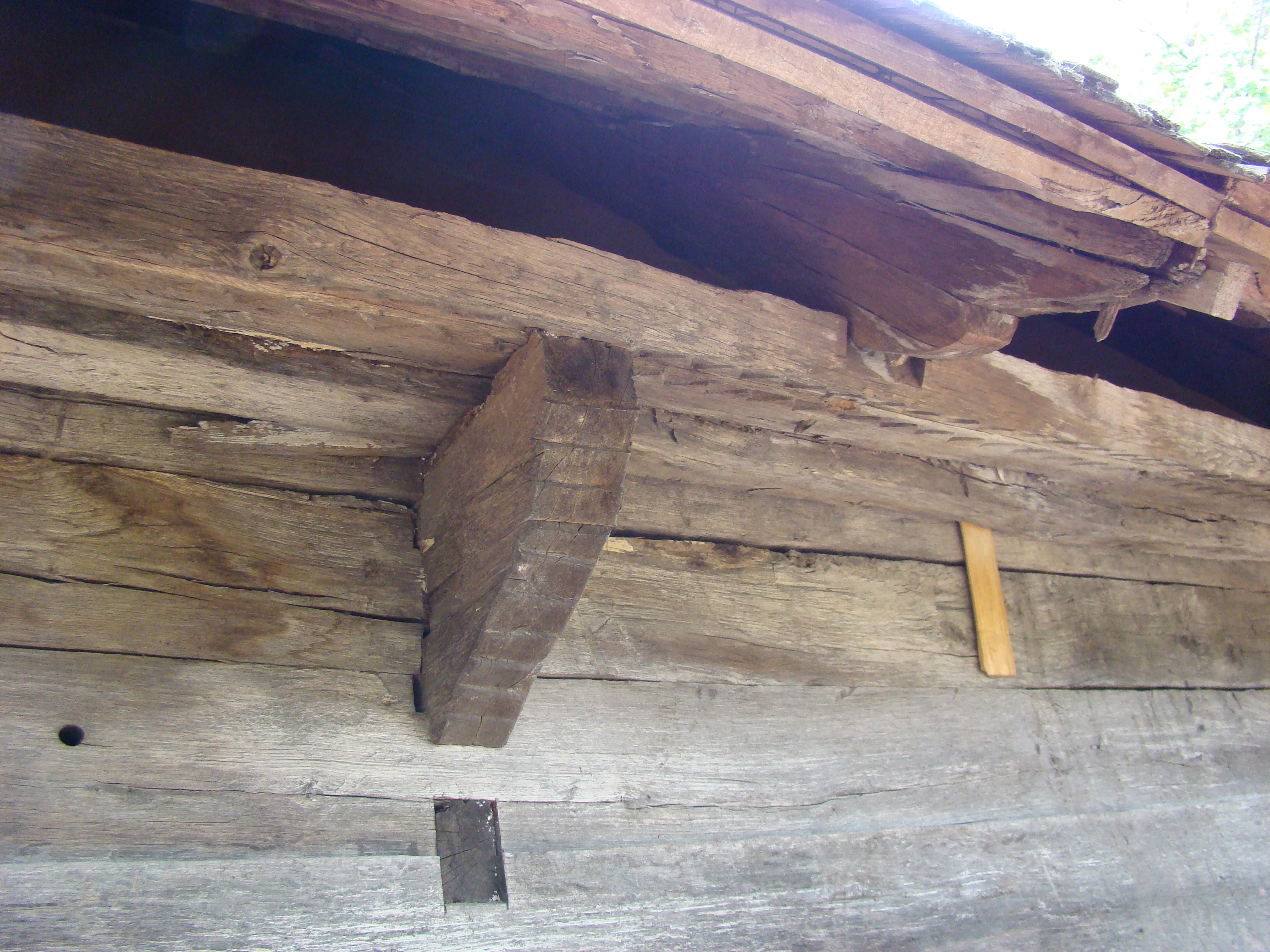
Consolă sub streaşină
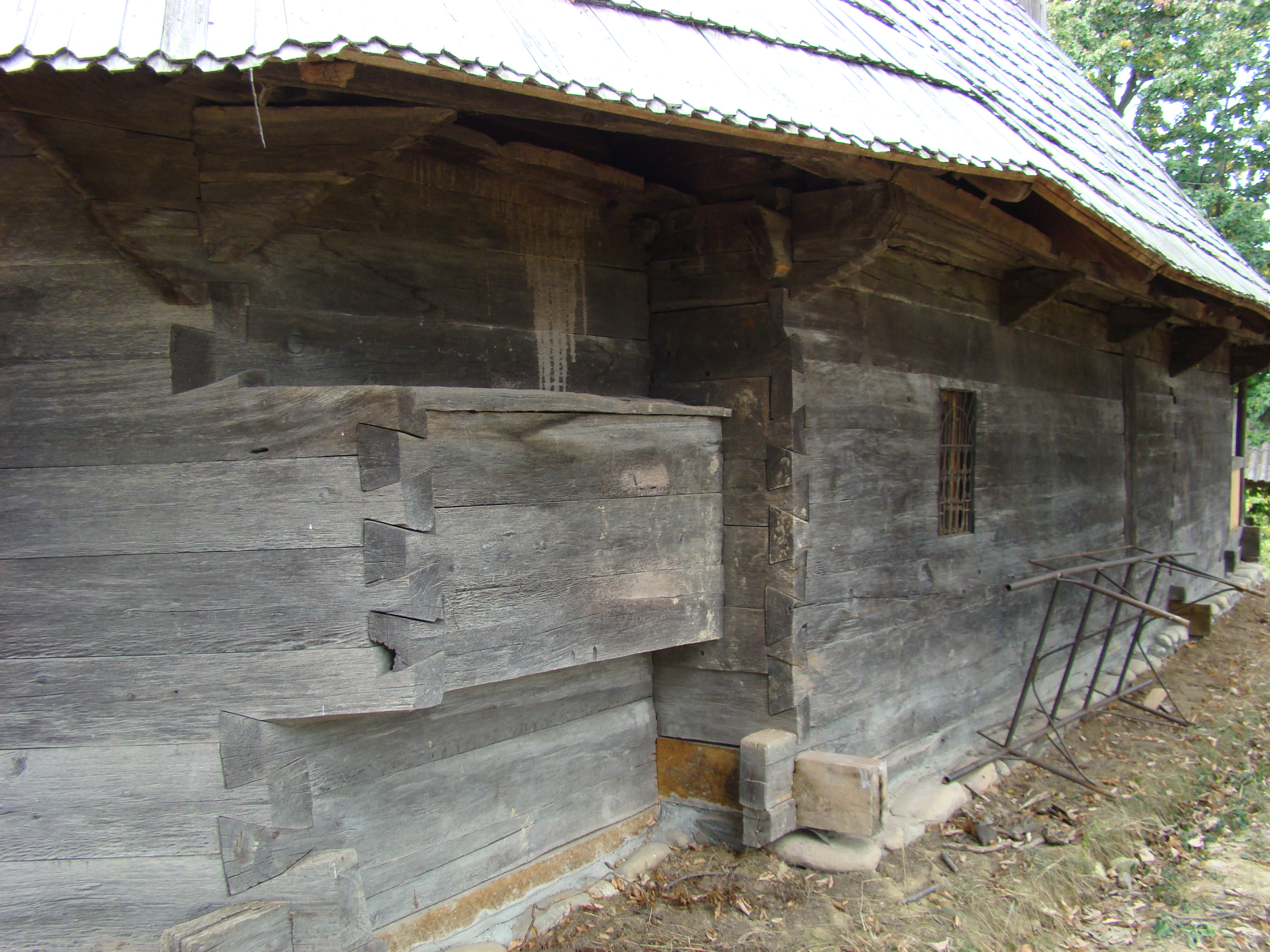
Decroşul altarului
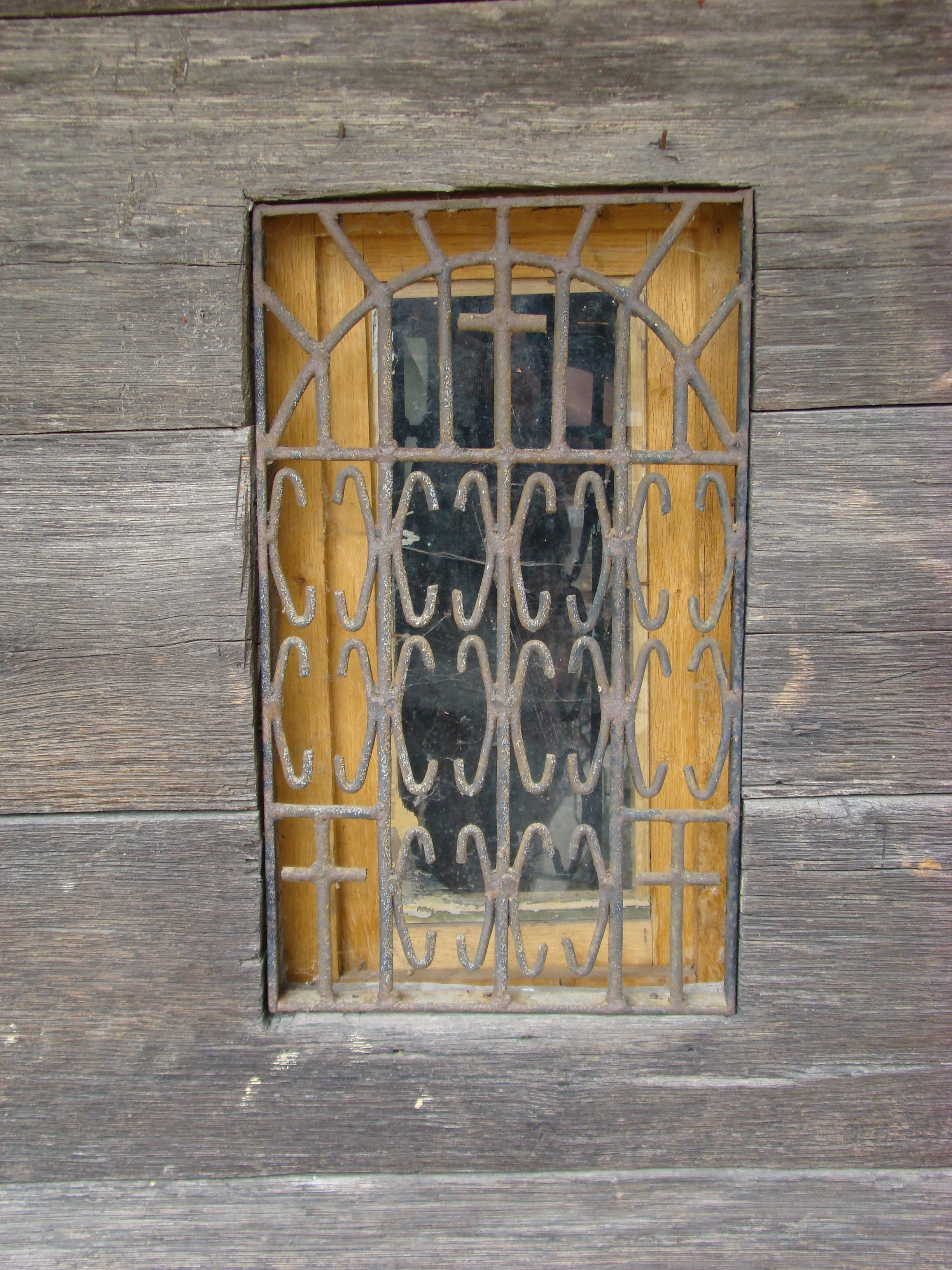
Fereastră
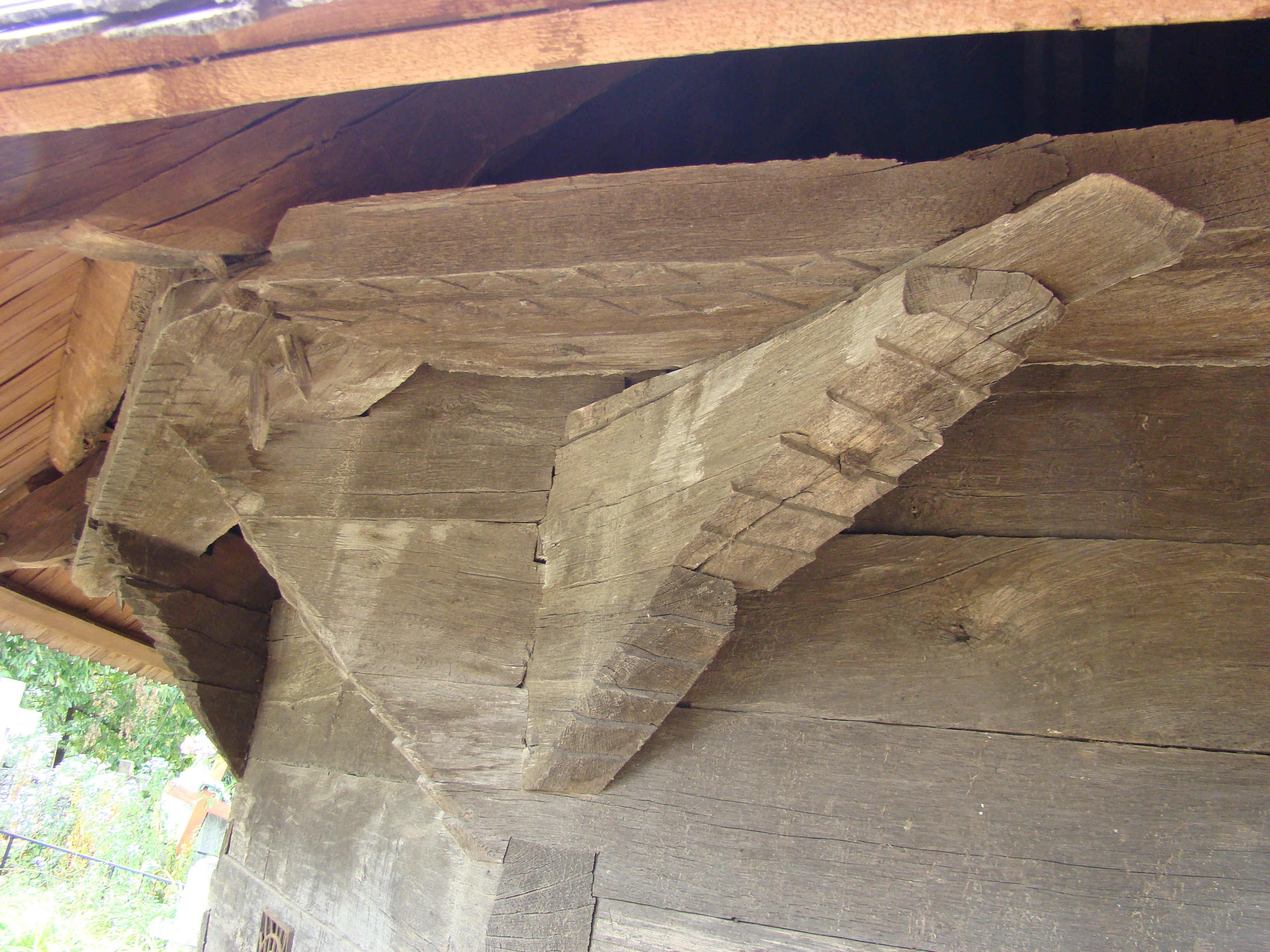
Console
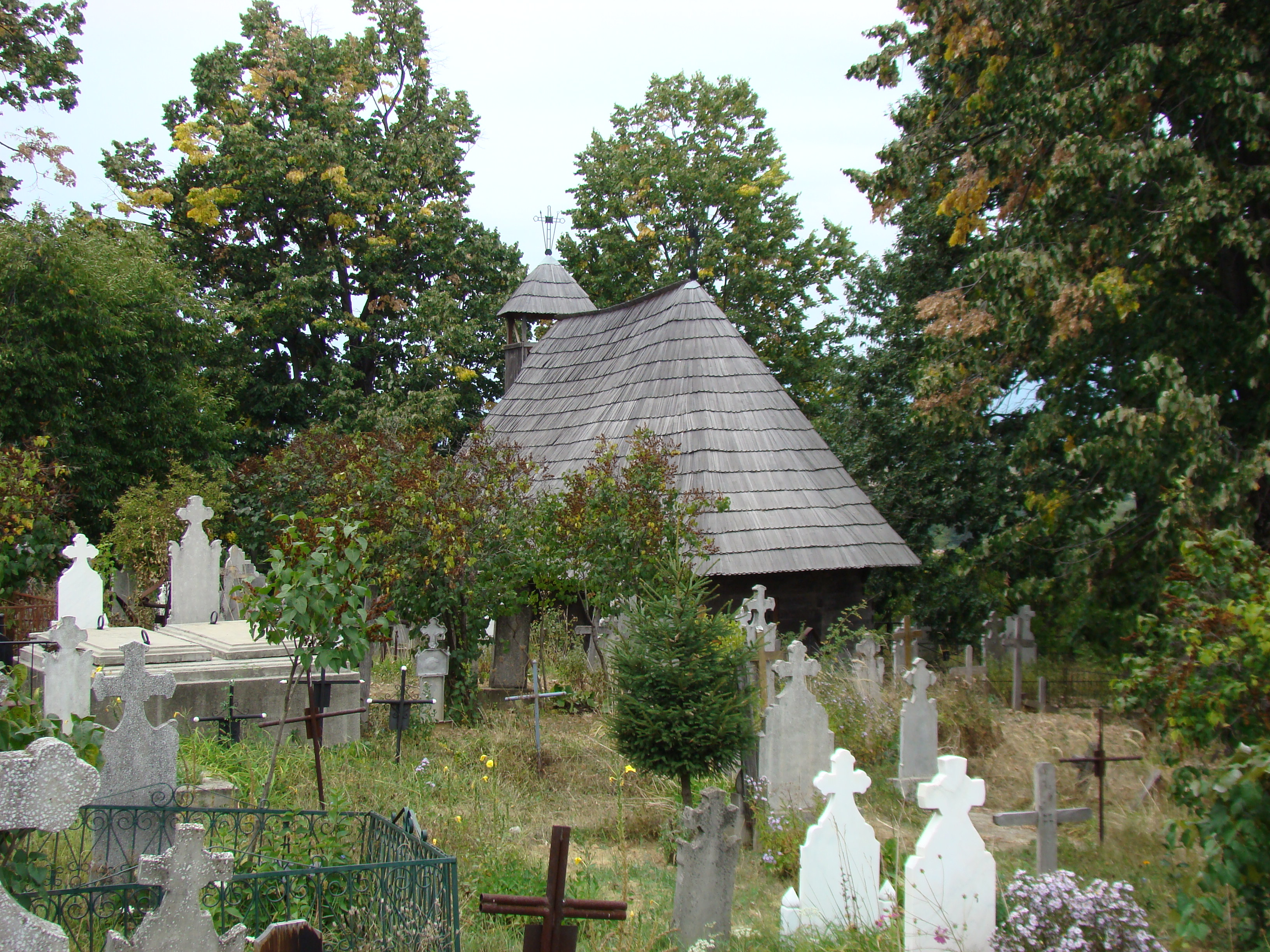
Biserica şi cimitirul
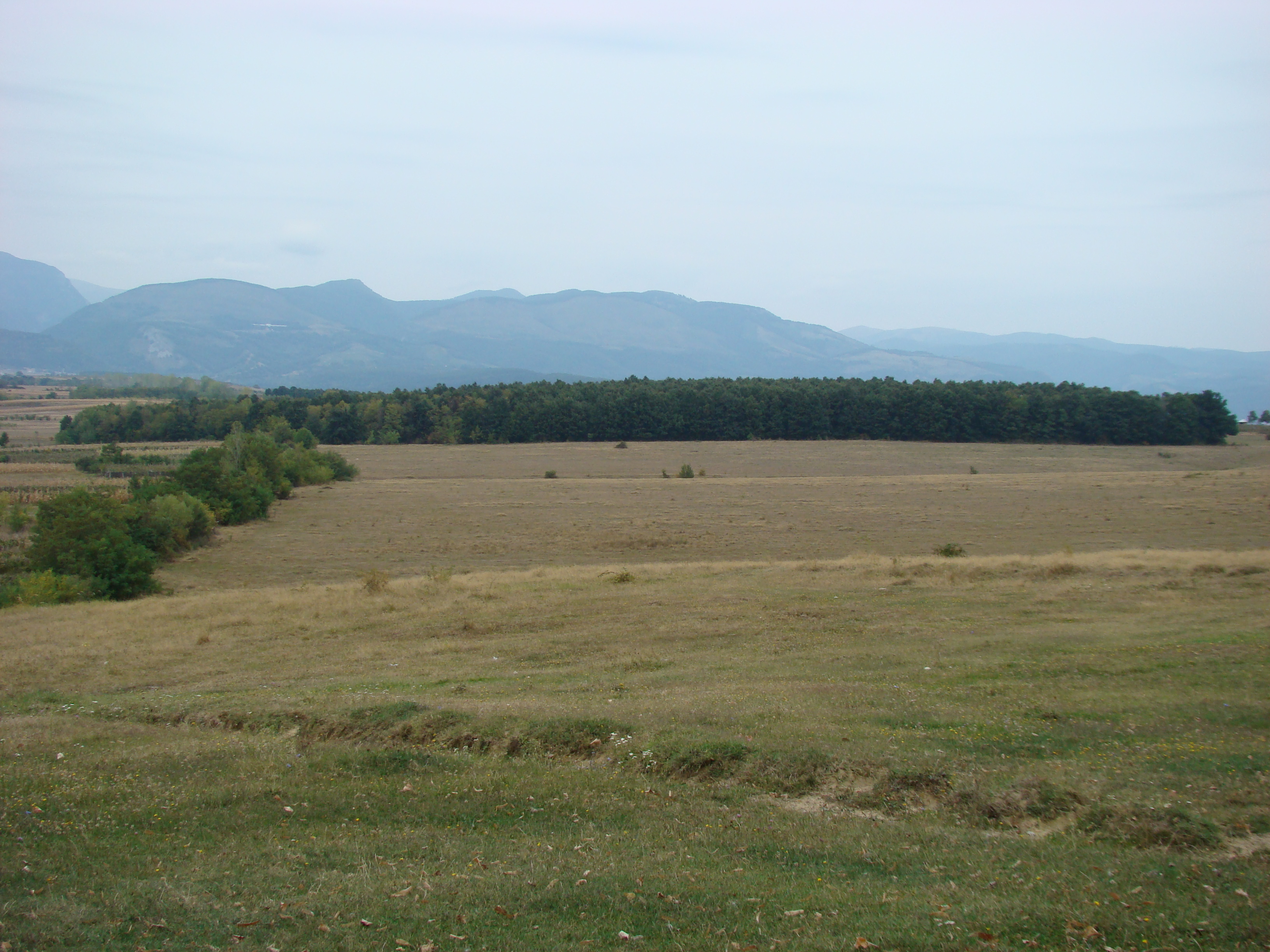
Împrejurimi

## Biserica de zid din cătunul Ursăței, hram „Sfântul Ioan Gură de Aur”

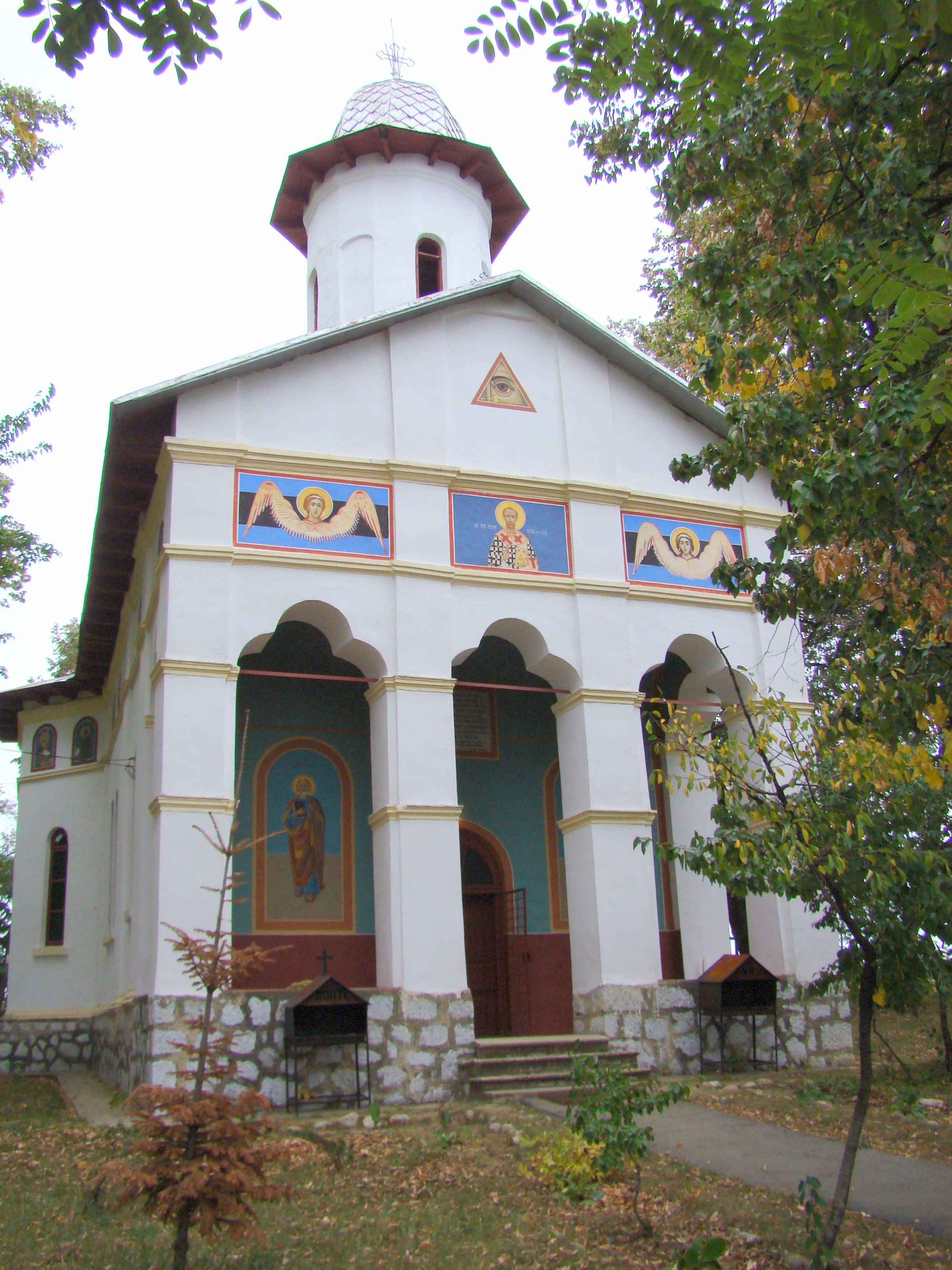
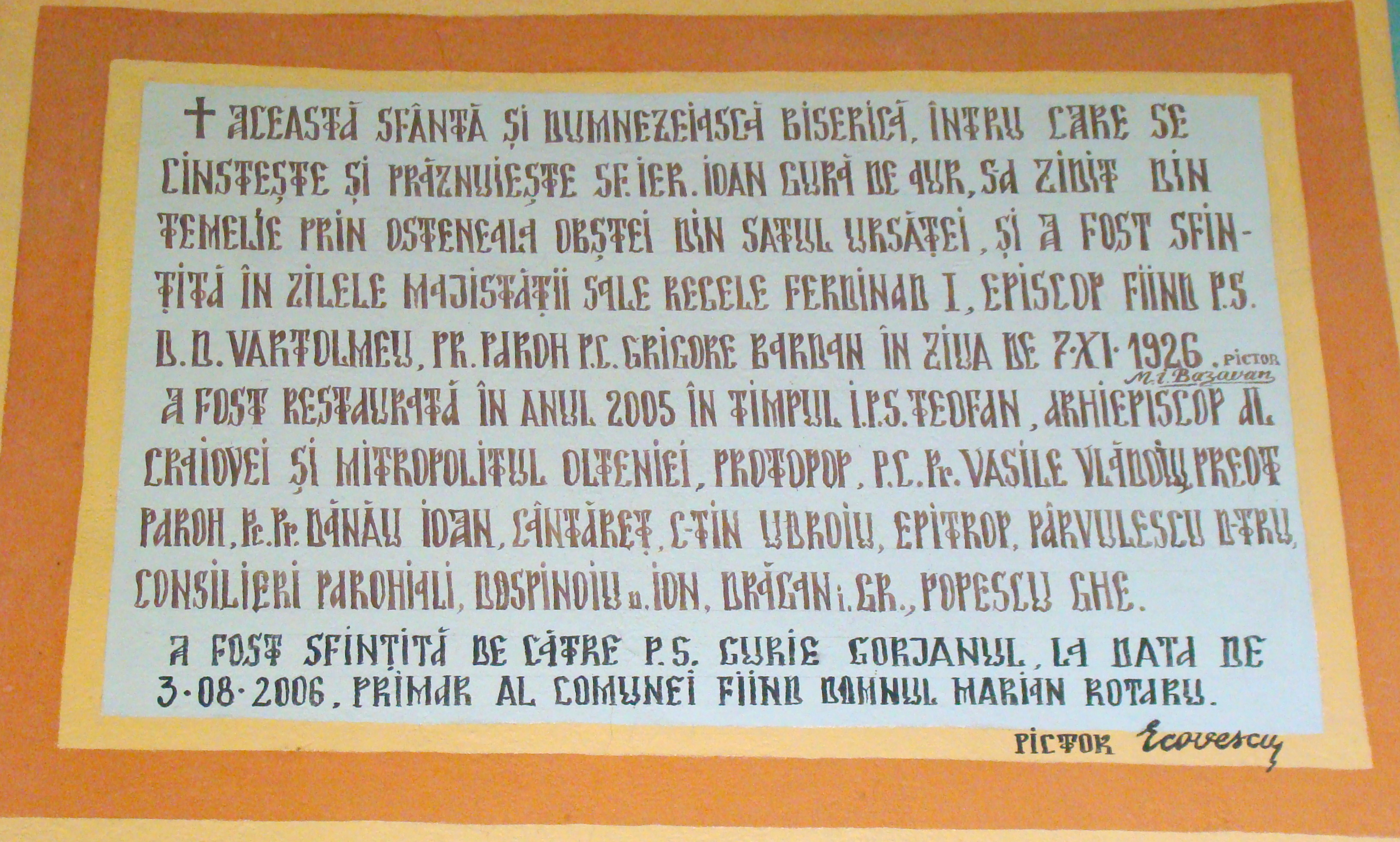
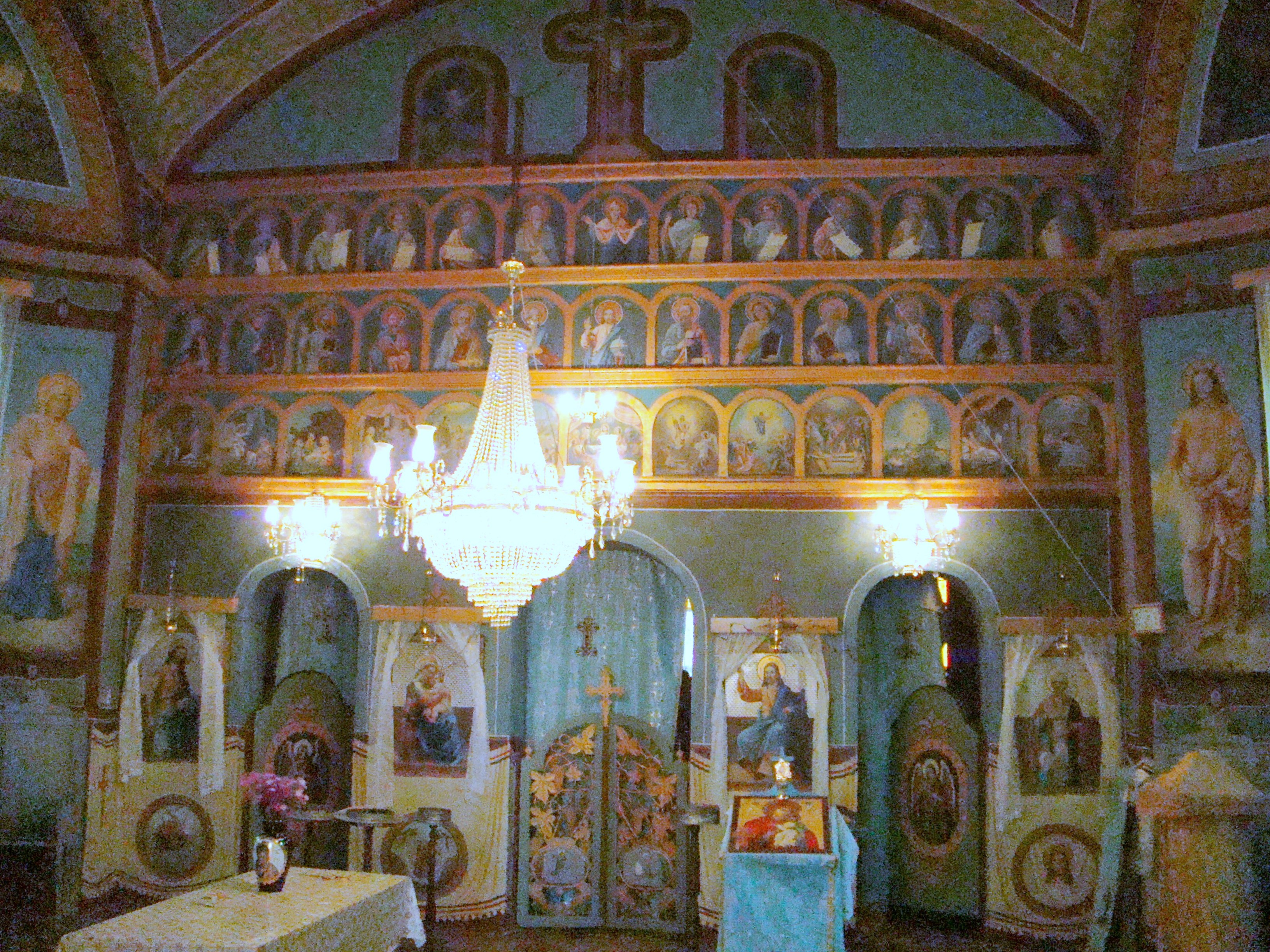
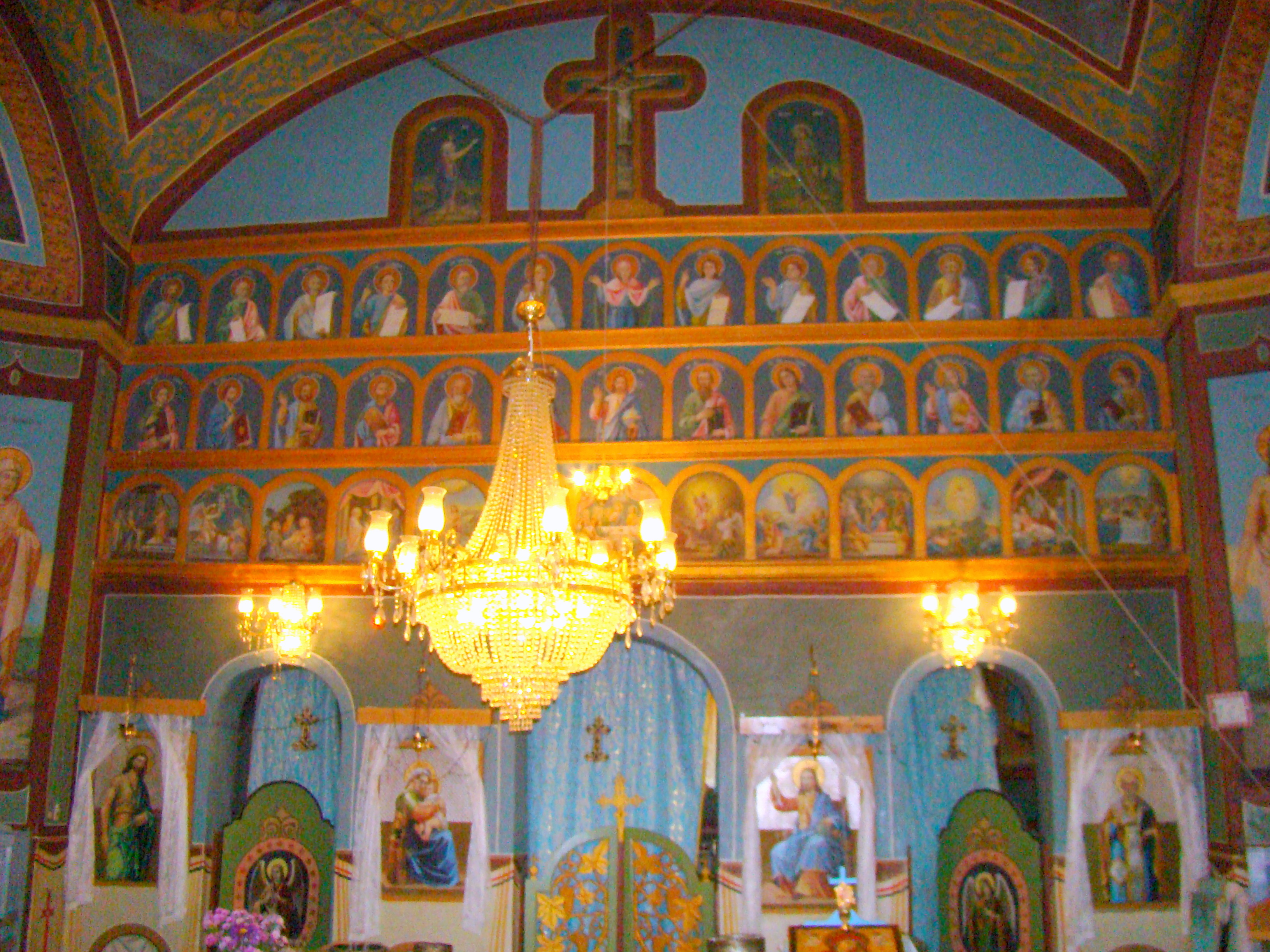
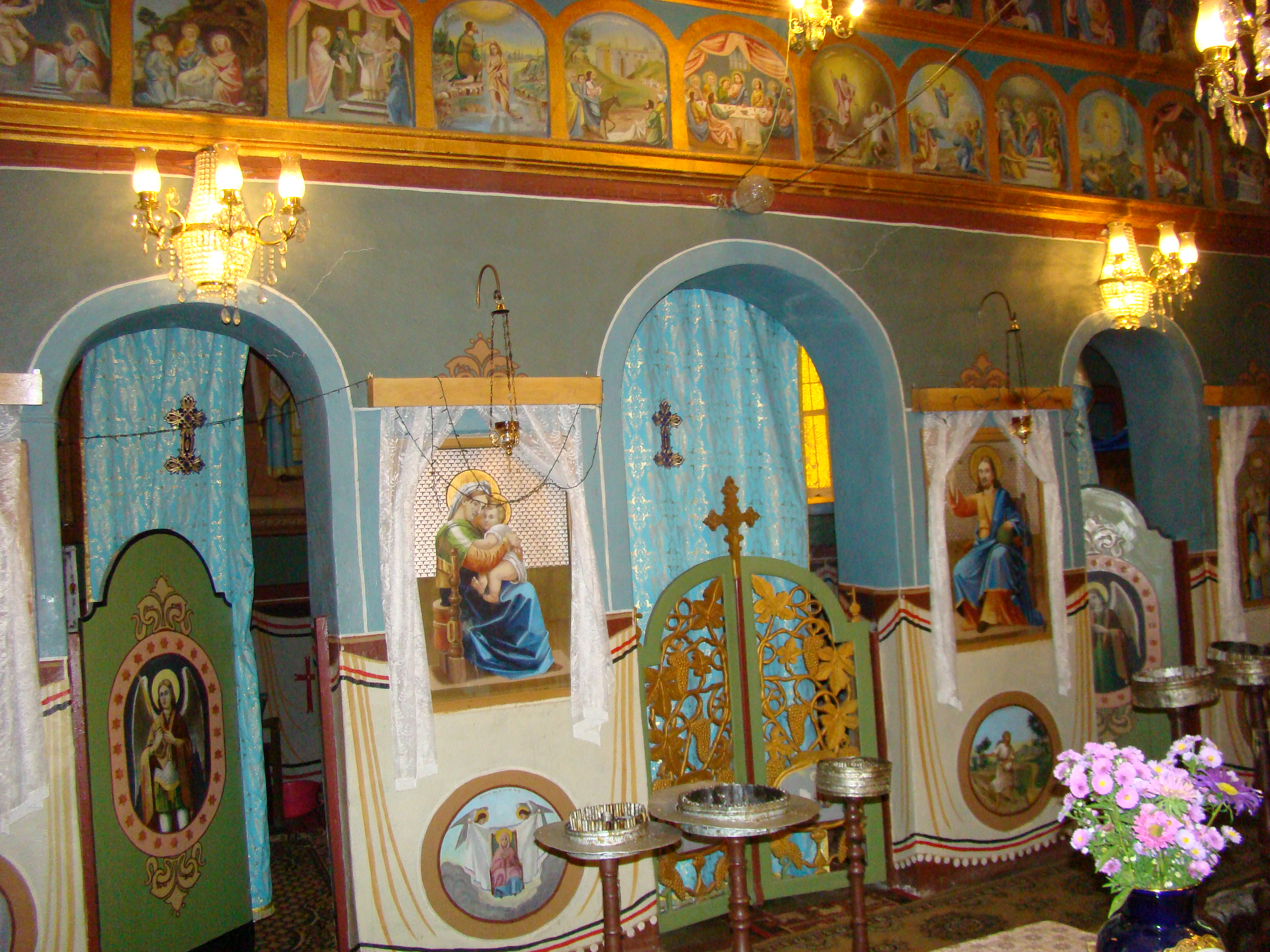